# Distretto di Sialkot
Il distretto di Sialkot (in urdu: ضلع سیالکوٹ) è un distretto del Punjab, in Pakistan, che ha come capoluogo Sialkot. Nel 1998 possedeva una popolazione di 2.723.481 abitanti.